# Bennington (Kansas)
Bennington – miasto w Stanach Zjednoczonych, w stanie Kansas, w hrabstwie Ottawa.